# Gianni Bombardi
Gianni Bombardi, noto anche con lo pseudonimo di Il Bomba (Papozze, 24 giugno 1962 – Rho, 20 giugno 2012), è stato un giocatore di biliardo italiano.

## Biografia
Era un giocatore di tecnica e fantasia, studiò e mise in pratica soluzioni non comuni da attuare in partita.
Era anche un buon carambolista, abile nei tiri di esibizione e in quelli di massè.
È scomparso nel 2012 all'età di 49 anni.

## Palmarès
I principali risultati
- 1998 Campionato italiano Nazionali categoria 5 birilli (Saint Vincent)
- 2004 Campionato italiano Professionisti categoria 5 birilli (Saint Vincent)
- 2005 Campionato Europeo a squadre categoria 5 birilli (Sottelville)
- 2010 Campionato italiano a Squadre  (Saint Vincent)

## BTP
Vittorie complessive nel circuito 
- 1 Stagione 2005/2006 (Torino)
- 2 Stagione 2011/2012 (Salerno)